# Czerwony terror w Hiszpanii

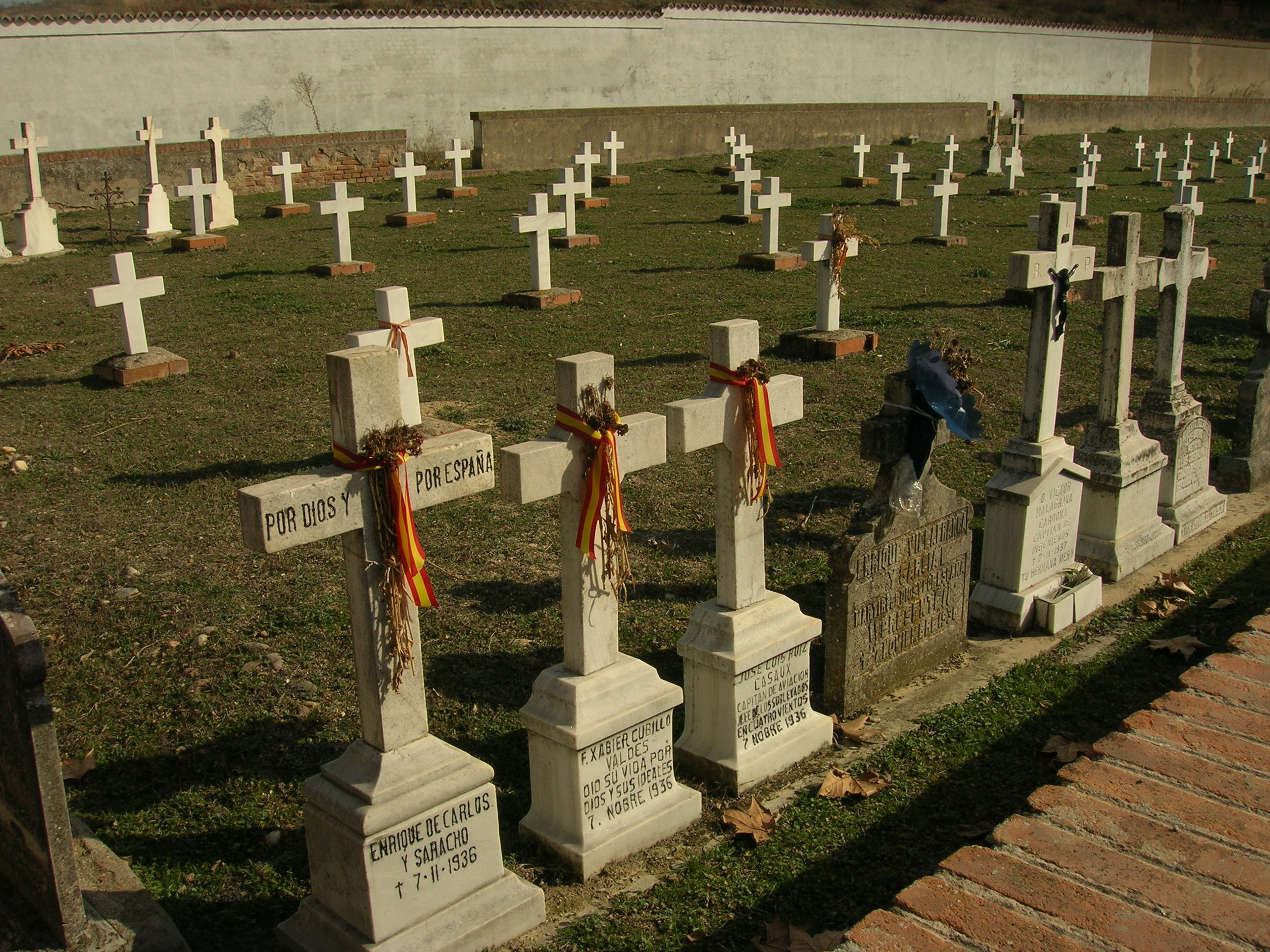
Groby ofiar masakry w Paracuellos w 1936

Czerwony terror w Hiszpanii (hiszp. Terror Rojo en España) – nazwa nadana przez historyków na określenie działań o charakterze zbrodniczym popełnionych przez lewicowe oddziały (zwolenników republiki) w Hiszpanii w latach 1930–1939. W wyniku antykatolickich prześladowań religijnych śmierć poniosło kilkadziesiąt tysięcy ofiar wiernych świeckich i 6832 członków kleru katolickiego, a zniszczeniu uległo 2000 świątyń, śmierć poniosło również około 2365 członków innych wyznań.
Terror obejmował także prześladowania, mordy i tortury stosowane wobec właścicieli ziemskich, przemysłowców i polityków. Najbardziej znanym przykładem czerwonego terroru jest „masakra w Paracuellos” w listopadzie 1936 roku; zamordowano wówczas więźniów z madryckiego więzienia Antón i Modelo. Bezpośrednią odpowiedzialność za mord dokonany na więźniach ponosi Santiago Carrillo, szef Rady Porządku Publicznego w Juncie Madryckiej, i jego zastępca Segundo Serrano Poncela. Czerwony terror nie obejmuje walk frakcyjnych wewnątrz lewicy, np. dni majowych w Barcelonie.

## Kontrowersje
Sprawą dyskusyjną jest przede wszystkim liczba ofiar czerwonego terroru w Hiszpanii. Liczba ofiar terroru wynosi pomiędzy 38 tys. a 110 tys. Antony Beevor szacuje liczbę ofiar na 38 000 zabitych, zaś Julio de la Cueva Merino uważa, że liczba ofiar wynosi 72 344 zamordowanych i zmarłych w wyniku tortur. Podobne kontrowersje dotyczą ustalenia kategorii ofiar terroru. Strona katolicka podkreśla prześladowania kleru, również zwolennicy Republiki podkreślają, że terror był wymierzony głównie przeciw klerowi. Jednak historycy uważają, że ofiary spośród kleru stanowią nie więcej niż 15% zabitych, według Antony’ego Beevora (w liczbie 38 tys. zabitych jest 6832 członków kleru katolickiego) a zdaniem Julio de la Cuevy Meriny ten odsetek jest jeszcze mniejszy (6832 księży i 283 zakonnice na ogólną liczbę 72 344 zamordowanych i zmarłych w wyniku tortur). Faktycznie w niektórych regionach zamordowano znaczny odsetek duchowieństwa katolickiego np. w Barbastro zamordowano 123 z 140 księży. Za początek czerwonego terroru należy uznać wydarzenia jeszcze sprzed wybuchu hiszpańskiej wojny domowej a więc rewolucję w Asturii w 1934 (połączoną ze zniszczeniem 58 kościołów i zamordowaniem zakonników ze zgromadzenia Braci szkolnych w Turón – Cyryla Bertram i siedmiu towarzyszy).